# Perlak
Perlak is een bestuurslaag in het regentschap Gayo Lues van de provincie Atjeh, Indonesië. Perlak telt 946 inwoners (volkstelling 2010).